# Melanoleuca langei
Melanoleuca langei är en svampart som först beskrevs av Boekhout, och fick sitt nu gällande namn av Marcel Bon 1990. Melanoleuca langei ingår i släktet Melanoleuca och familjen Tricholomataceae.   Inga underarter finns listade i Catalogue of Life.